# Brooklyn Kings
I Brooklyn Kings sono stati una franchigia di pallacanestro della USBL, con sede a Brooklyn, New York, attivi tra il 1999 e il 2007.
Raggiunsero due volte la finale USBL nella loro storia: nel 2004 persero con i Pennsylvania ValleyDawgs 118-116, e nel 2007 persero con i Kansas Cagerz 95-92. Terminarono l'attività con la scomparsa della lega, nel 2007

## Stagioni
| Stagione | Lega | Denominazione  | V  | P  | %    | Piazzamento | Play-off         |
| -------- | ---- | -------------- | -- | -- | ---- | ----------- | ---------------- |
| 1999     | USBL | Brooklyn Kings | 10 | 16 | 38,5 | 3º          | -                |
| 2000     | USBL | Brooklyn Kings | 11 | 19 | 36,7 | 5º          | -                |
| 2001     | USBL | Brooklyn Kings | 12 | 17 | 41,4 | 4º          | -                |
| 2002     | USBL | Brooklyn Kings | 7  | 23 | 23,3 | 5º          | -                |
| 2003     | USBL | Brooklyn Kings | 12 | 18 | 40,0 | 4º          | Quarti di finale |
| 2004     | USBL | Brooklyn Kings | 20 | 10 | 66,7 | 2º          | Finale           |
| 2005     | USBL | Brooklyn Kings | 21 | 9  | 70,0 | 1º          | Quarti di finale |
| 2006     | USBL | Brooklyn Kings | 18 | 12 | 60,0 | 1º          | Quarti di finale |
| 2007     | USBL | Brooklyn Kings | 8  | 8  | 50,0 | 4º          | Finale           |